# العلاقات الأوغندية الموزمبيقية
العلاقات الأوغندية الموزمبيقية هي العلاقات الثنائية التي تجمع بين أوغندا وموزمبيق.

## مقارنة بين البلدين
هذه مقارنة عامة ومرجعية للدولتين:
| وجه المقارنة                                              | أوغندا                        | موزمبيق          |
| --------------------------------------------------------- | ----------------------------- | ---------------- |
| المساحة (كم2)                                             | 241.04 ألف                    | 801.59 ألف       |
| عدد السكان (نسمة)                                         | 42.86 مليون                   | 29.67 مليون      |
| الكثافة السكانية (ن./كم²)                                 | 177.81                        | 37.01            |
| العاصمة                                                   | كامبالا                       | مابوتو           |
| اللغة الرسمية                                             | لغة إنجليزية، اللغة السواحلية | اللغة البرتغالية |
| العملة                                                    | شيلينغ أوغندي                 | متكال موزمبيقي   |
| الناتج المحلي الإجمالي (بليون دولار)                      | 25.89 مليار                   | 12.33 مليار      |
| الناتج المحلي الإجمالي (تعادل القوة الشرائية) بليون دولار | 72.25 مليار                   | 33.35 مليار      |
| الناتج المحلي الإجمالي الاسمي للفرد دولار أمريكي          | 705                           | 529              |
| الناتج المحلي الإجمالي للفرد دولار أمريكي                 | 1.77 ألف                      | 1.13 ألف         |
| مؤشر التنمية البشرية                                      | 0.483                         | 0.416            |
| رمز المكالمات الدولي                                      | +256                          | +258             |
| رمز الإنترنت                                              | .ug                           | .mz              |
| المنطقة الزمنية                                           | ت ع م+03:00                   | ت ع م+02:00      |

## منظمات دولية مشتركة
يشترك البلدان في عضوية مجموعة من المنظمات الدولية، منها:
| علم المنظمة | اسم المنظمة                                 | تاريخ انضمام أوغندا | تاريخ انضمام موزمبيق |
| ----------- | ------------------------------------------- | ------------------- | -------------------- |
|             | منظمة التجارة العالمية                      | ?                   | ?                    |
|             | الاتحاد الأفريقي                            | ?                   | ?                    |
|             | الأمم المتحدة                               | 25 أكتوبر 1962      | 16 سبتمبر 1975       |
|             | مجموعة دول أفريقيا والكاريبي والمحيط الهادئ | ?                   | ?                    |
|             | الاتحاد الدولي للاتصالات                    | 8 مارس 1963         | 4 نوفمبر 1975        |
|             | منظمة التعاون الإسلامي                      | ?                   | ?                    |
|             | يونسكو                                      | 9 نوفمبر 1962       | 11 أكتوبر 1976       |
|             | الاتحاد البريدي العالمي                     | ?                   | ?                    |
|             | مؤسسة التنمية الدولية                       | 27 سبتمبر 1963      | 24 سبتمبر 1984       |
|             | دول الكومنولث                               | ?                   | 1995                 |
|             | منظمة حظر الأسلحة الكيميائية                | ?                   | ?                    |
|             | وكالة ضمان الاستثمار متعدد الأطراف          | 10 يونيو 1992       | 23 نوفمبر 1994       |
|             | منظمة الشرطة الجنائية الدولية               | ?                   | ?                    |
|             | مؤسسة التمويل الدولية                       | 27 سبتمبر 1963      | 24 سبتمبر 1984       |
|             | البنك الدولي للإنشاء والتعمير               | 27 سبتمبر 1963      | 24 سبتمبر 1984       |
|             | البنك الإفريقي للتنمية                      | ?                   | ?                    |
|             | المركز الدولي لتسوية المنازعات الاستشارية   | 14 أكتوبر 1966      | 7 يوليو 1995         |

## وصلات خارجية
- موقع وزارة الخارجية الأوغندية
- موقع وزارة الخارجية الموزمبيقية